# جورج دي. ويرينغ
جورج دي. ويرينغ هو محامي وسياسي أمريكي، ولد في 14 أكتوبر 1819، وتوفي في 11 يناير 1893. نشط حزبياً في الحزب الجمهوري. وقد انتخب عضو مجلس ولاية ويسكونسن ‏.